# Diplarche
Diplarche es un género  de plantas con flores perteneciente a la familia Ericaceae.  Comprende 2 especies descritas y  aceptadas.

## Taxonomía
El género fue descrito por Hook.f. & Thomson  y publicado en  Hooker's Journal of Botany and Kew Garden Miscellany 6: 382. 1854. La especie tipo no ha sido asignada.

## Especies aceptadas
A continuación se brinda un listado de las especies del género Diplarche aceptadas hasta mayo de 2013, ordenadas alfabéticamente. Para cada una se indica el nombre binomial seguido del autor, abreviado según las convenciones y usos.
- Diplarche multiflora Hook.f. & Thomson
- Diplarche pauciflora Hook.f. & Thomson